# ギリシャ第二共和政

ギリシャ共和国
Ἑλληνικὴ Δημοκρατία (ギリシャ語)

国の標語: Ελευθερία ή θάνατος（ギリシア語）
自由か死か国歌: Ὕμνος εἰς τὴν Ἐλευθερίαν（ギリシア語）
自由への賛歌

ギリシャ共和国の位置（1935年）

ギリシャ第二共和政（ギリシャだいにきょうわせい、ギリシア語: Β΄ Ἑλληνικὴ Δημοκρατία）は、1924年から1935年までの共和制の時期におけるギリシャを指す現代の歴史学的用語である。当時の公式名称はギリシャ共和国（ギリシア語: Ἑλληνικὴ Δημοκρατία）であり、一般的には単にギリシャ（ギリシア語: Ἑλλάς）と呼ばれていた。この時期はグリュックスブルク家出身の王による王制が中断しており、軍事クーデタによって打倒され君主制が復活するまで続いた。ギリシャ第一共和政と考えられているギリシャ独立戦争の際設立された臨時政府と共に、王によって統治されなかったギリシャにおける第2の期間である。
ギリシャとトルコの間で行われた希土戦争はギリシャの敗北に終わり、その責任が王国政府にあるものとされた後の1924年3月25日、第二共和制の樹立が宣言された。その統治期間は短く、不安定であった。さらにギリシャ国内は第一次世界大戦の参戦を巡ってエレフテリオス・ヴェニゼロスとコンスタンティノス1世の間で発生した対立をこの時点でも民主主義者であるヴェニゼロス支持者であるヴェニゼリスト（Venizelist）らで形成された自由党と人民党を代表する王党派の間で引きずっており、王党派は第二共和制を認めることでさえも拒否していた。この分裂は建築様式へのギリシャ語の使用に関する違いのように、文化面や社会問題にまで発展した。この2極化はいくつかのクーデターとクーデター未遂に終わった政治への軍の不安定な参加がさらに促進を促すこととなった。経済はこれまでの10年間行われた戦争で荒廃しており、1923年、希土戦争の結果、トルコとの間で行われた住民交換により、トルコから移住してきたギリシャ人難民150万のサポートを行うことができなかった。1928年-1932年のエレフテリオス・ヴェニゼロス率いる改革派政府の努力にもかかわらず、大恐慌はギリシャの経済に壊滅的打撃を与えた。1933年、選挙における人民党の勝利と2回に及ぶヴェニゼリストらによるクーデターの失敗は、元国王ゲオルギオス2世復位の道を開くこととなった。

## 歴史
1922年、希土戦争においてムスタファ・ケマル率いるトルコ軍に敗北、ギリシャ王国の近東への野望は潰え、ギリシャ軍は敗走しており、『スミルナの破滅』と呼ばれた災厄が訪れていた。そんな中、ヴェニゼロスを支持する軍将校たちがその権力を握ったが、そのリーダーであるニコラオス・プラスティラスやスティリアノス・ゴナタスらはその後のギリシャ政治において名をとどろかすこととなる。このクーデターを起こした軍により、国王コンスタンティノス1世は退位せざるを得なくなり、長子であるゲオルギオス2世がその後を継いだか、すでに文民政府が成立しており、革命委員会がその主導権を握っていた。さらに敗北による混乱に見舞われていたギリシャ国内はこれまでの支援国イギリスや敵国トルコの支援を行ったフランス、イタリアなどの存在から最大の危急時に見捨てられたという雰囲気がただよっていた。そのため、国内において幾人かの軍関係者が軍事法廷にかけられたが、これらは明らかにスケープゴートであった。この6人が銃殺された『6人裁判』においてヴェニゼロス派と反ヴェニゼロス派の対立はさらに深まるだけであった。
革命委員会は軍が健在であった時、トラキアで攻勢を仕掛けることを考えていたが、結局ケマル率いるトルコとの和平を勝ち取ることができないことは明らかであった。そのために開催されたローザンヌでの会議においてヴェニゼロスは雄弁を振るったが、結局、セーヴル条約で得た領土のほとんどをローザンヌ条約で失うこととなった。さらにローザンヌ条約にはトルコ共和国・ギリシャ王国間でトルコ人・ギリシャ人の住民交換を規定しており、ギリシャ人約110万がギリシャへ、イスラム教徒約38万人がトルコへそれぞれ移住したが、移住したギリシャ人らは『ヤウルトヴァプティズメニ（ヨーグルトで洗礼を受けたやつら）』や『パレオエラディティス（旧式のギリシャ国民）』などと揶揄され軽蔑された。これら移住した人々らの存在により、ギリシャの民族バランスは大きく変化を告げ、バルカン戦争直後は少数民族であったギリシャ人が多数派を占めることとなり、移民たちはギリシャ政治のキャスティングボートと化していたが、彼らの多くはヴェニゼロスを支持していた。
1923年12月、ゲオルギオス2世はギリシャから退去、さらに革命委員会に対するクーデターも退けられ、1924年の国民選挙において難民らが強く君主制の廃止に賛意を示し、投票総数の7割が共和制を選んだが、君主制支持派とヴェニゼロス派との戦いは終わりを告げるどころか先鋭化していた。すでに1923年の選挙において反ヴェニゼロス派の選挙ボイコットにより、議会はヴェニゼロス派一色であり、1924年、パヴロス・クンドゥリオティス提督が大統領に選出された。そして、プラスティラス率いる革命政府は1924年1月、権力を議会に移譲、ヴェニゼロス復帰への道を用意した。亡命していたヴェニゼロスは帰国したが、すでにヴェニゼロス派が3つに分裂していたことや、君主制支持者たちとの和解は進まず、ヴェニゼロスは再び亡命せざるを得なかった。これを受けて1925年6月、セオドロス・パンガロスがクーデターを起こし、
同年6月26日、自ら国務総理兼陸軍長官に就任して新内閣を発足させた。
このことによりギリシャは一時期軍事独裁制と化したが、パンガロスは反パンガロス派と和解に失敗、
さらに同年10月22日、ブルガリアに攻め入ったがこれにより、国際連盟より賠償金の支払いを命じられるという外交失策を犯した。1926年8月22日、コンディリス将軍が革命を起こしたことで再び政権が転覆、パンガロスは革命軍に追われながらイタリアに脱出した。
パンガロスが失脚するとクンドゥリオティスが大統領に復帰、比例代表制に基づいた初の選挙が行われ、ヴェニゼロス派（143議席）、反ヴェニゼロス派（127議席）らは超党派で『世界教会』内閣を結成した。1927年4月、ヴェニゼロスは帰国、1928年に首相に就任して、小選挙区制を導入したが、これらはヴェニゼロスが『選挙操作』を行うためのものであり、これまで協力関係にあったいくつかのグループが離反することになった。そして、コンディリスは反ヴェニゼロス派へ参加、これは後へ禍根を残すこととなった。先の選挙で9割の議席を占めたヴェニゼロスは国際環境の安定を模索、さらに難民問題の解決に進んだが、保守化していたヴェニゼロスは『イディオニム法』を制定、社会秩序を乱す企みを全て非合法化したが、これは敵対者を排除するために用いられた。
ヴェニゼロスは近隣諸国との友好関係を深めることに力をいれ、1934年、『バルカン協商』が結ばれ、ギリシャ、ユーゴスラビア、ルーマニア、トルコの国境線が確定、さらにブルガリア、アルバニアとの関係改善にも力を入れた。トルコとの間ではコンスタンディノス・アラボグルの世界総主教就任問題で一時期緊張が発生したが、1930年にはトルコとの関係改善に成功、『アンカラ会議』が行われ。1933年に友好条約を締結、さらにケマル・アタチュルクをノーベル平和賞へ推薦することまで行った。
しかし、1929年、大恐慌が発生すると輸出や海外へ移民したギリシャ人の送金などに大きく依存していたギリシャ経済は徐々に蝕まれ、1933年、ギリシャは海外からの借款の利払いが不可能となった。そして、徐々に人気を落としつつあったヴェニゼロス派率いる自由党はこの年の選挙で破れ、パイナス・ツァルダリス率いる人民党とその協力関係にある政党らが議会における安定多数を得ることとなったが、これに1922年のクーデターの首謀者プラスティラスは武力を用いてこれを覆すことを企み、1933年3月5日から6日にかけてクーデターを行ったが、これは失敗、プラスティラスは追放された。そしてこのクーデターはこれまで曲がりなりにも安定していたギリシャ国内を再び不安定化させただけに過ぎず、6月にはヴェニゼロスが銃撃を受けるまでに発展、ヴェニゼロスは奇跡的に助かった。
新たな首相となったツァルダリスは当初、共和国憲法を受け入れていたが、徐々に君主制を復帰させようとする動きが強まっていた。そのため、ヴェニゼロス派の軍将校らはヴェニゼロスの黙認を得た上で1935年9月（3月という記載あり）、再びクーデターを起こしたが、これも失敗に終わり、ヴェニゼロスはフランスへ亡命、ヴェニゼロス支持者は軍、官庁から追放された。さらに反ヴェニゼロス派はヴェニゼロス派が多数を占めていた議会上院を廃止、さらに戒厳令下であった1935年6月総選挙が行われた。この選挙においてヴェニゼロス派は棄権を表明、反ヴェニゼロス派である人民党が圧勝した。そのため、君主制を願う派閥は憲法の無視を決め込み、10月、軍の高級将校らは首相ツァルダリスに対し、君主制の復活か辞任かの選択をせまった。ツァルダリスは辞任を選び、後を継いだコンディリスは共和制の廃止を宣言、さらに君主制復活について国民投票で是非を問うたが、この明らかに操作された投票で王政復古は追認された。
亡命生活をロンドンで過ごしていた元国王ゲオルギオス2世は正式に復位、アテネ大学の教授コンスタンディノス・デメルジスを首相とし、比例代表制の元、選挙を行うよう支持した。しかし、この選挙により人民党を代表とする王党派が143議席、自由党を代表とする共和派が141議席とそれぞれ300議席の議会において多数を得ることができなかった。その中、共産党が15議席を得ており、キャスティングボートと化すこととなった。
自由党、人民党ら共々、この状況から抜け出すべく、東奔西走を続けたが共産党との協調を選ぶ両党の姿勢に対し、ヴェニゼロス派を追放していた陸軍は不安を抱いており、陸軍大臣パパゴスはこれを国王に上申したが、反対にパパゴスは解任され極右民族主義派党首であるイオアニス・メタクサスがこの後を継いだ。4月、暫定首相デメルジスが死去すると国王は後任にメタクサスを任命、状況改善を後延ばしにした。
世界恐慌で手痛い打撃を受けていたギリシャではテッサロニキでタバコ労働者によるストライキが発生、警官隊はこれを銃撃するなど危機感が増大していたが、メタクサスは政治家たちの対立をあおり、さらにストライキが発生するまでに至っている深刻な労働問題に対し、強力な政府を作るという提案を国王に受け入れさせた。国王は自由党・人民党間の協力を拒絶、さらに1936年8月4日、共産党が呼びかけていた24時間のゼネストを口実に、憲法の一時停止を黙認、メタクサスはこれを口実に一気に攻勢に出た。
こうして第二共和政は崩壊し、メタクサスの言うところの『八月四日体制』として軍事独裁政権が成立した。